# Ramoty (Łukta)
Pour les articles homonymes, voir Ramoty.
Ramoty est un village polonais de la voïvodie de Varmie-Mazurie, dans le powiat d'Ostróda.